# MEROPS
MEROPS est une base de données bio-informatique pour les peptidases et leurs inhibiteurs. Elle est gérée par le centre Sanger du Wellcome Trust, et son fonctionnement est financé par le Conseil de la recherche médicale (MRC) du Royaume-Uni.

## Présentation générale
Le schéma de classification pour les peptidases a été publié par Rawlings et Barrett en 1993, et celui pour leurs inhibiteurs en 2004. Cette classification est fondée sur les similitudes de structure tertiaire et de structure primaire. Les comparaisons structurelles sont restreintes aux séquences directement impliquées dans les réactions, ce qui comprend le site actif des peptidases et le site réactif de leurs inhibiteurs.
La classification MEROPS est hiérarchique : les séquences sont regroupées en familles, qui sont elles-mêmes regroupées en clans. Les familles sont définies autour d'un exemple type, c'est-à-dire de la séquence d'une peptidase ou d'un inhibiteur bien caractérisés. Toutes les autres séquences d'une même famille doivent être apparentées à l'exemple type de cette famille, que ce soit par une relation directe ou bien par transitivité avec une ou plusieurs autres séquences déjà identifiées comme faisant partie de cette famille. Les familles sont à leur tour incluses dans un même clan si la structure tertiaire d'un membre de cette famille peut être apparentée à celle de l'exemple type du clan. 
Les relations entre séquences sont généralement déterminées à l'aide des programmes FASTA et BlastP : on considère que des séquences sont de la même famille lorsque ces programmes leur donnent des valeurs inférieures ou égales à 0,001. L'appartenance à un clan est évaluée à l'aide de l'algorithme DALI : un score z de 6.00 unités d'écart type ou plus est considéré comme statistiquement significatif.
Pour les peptidases, d'autres éléments permettent de déterminer l'appartenance de familles à un même clan lorsque la structure tertiaire n'est pas connue avec suffisamment de précision : c'est par exemple le cas de la conservation du même ordre des résidus catalytiques dans leur séquence.